# Якубович, Надежда Павловна
Надежда Павловна Якубович (род. 5 декабря 1929, г. п. Копаткевичи, Петриковский район) — советская работница машиностроительной отрасли, Герой Социалистического Труда (1960).
С 1946 года на Минском автозаводе, с 1955 бригадир, с 1978 мастер литейного цеха ковкого чугуна. Звание Героя присвоено за успехи в труде и плодотворную общественную деятельность. Член ЦК КПБ в 1966—71 годах.